# Vaulx (Chimay)
Pour les articles homonymes, voir Vaulx.
Vaulx (en wallon Li-Vå-dlé-Chimai) est une section de la ville belge de Chimay, située en Région wallonne dans la province de Hainaut. C'était une commune à part entière avant la fusion des communes de 1977.

## Évolution démographique
- Sources : INS, Rem. : 1831 jusqu'en 1970 = recensements, 1976 = nombre d'habitants au 31 décembre.

## Histoire[1]
Des notables affamés de gloriole
Comme d’autres familles ayant, vers la même époque, accédé à l’aristocratie par l’industrie, les Polchet cherchèrent au XVIIIe siècle à se donner une origine noble. C’est ainsi que fut établie une généalogie les faisant descendre de nobles militaires allemands transplantés “dans diverses provinces par événements des guerres”. Il existe d’ailleurs deux versions de cette filiation.
Évacuation du village en 1940
Hitler a dirigé la campagne de France depuis le village de Brûly-de-Pesche dans lequel l’organisation Todt avait aménagé un bunker et les installations nécessaires à un état-major. Aussi du 28 mai au 29 juin 1940, la région a-t-elle été vidée de ses habitants, soit au total 28 communes dont Couvin et Chimay. La limite nord de la zone à évacuer était la ligne de chemin de fer n° 156 Chimay-Hastière. Les habitants du Vaulx ont donc dû abandonner de force leurs habitations et partir dans la région de Beaumont.
Chute d’un avion allemand
Le 20 octobre 1943, au début de l’après-midi, des chasseurs allemands attaquent dans la région des avions américains qui vont bombarder l’Allemagne. Un Messerschmitt tombe sur les hauteurs de Lompret vers Baileux tandis qu’un FW 190 (Focke-Wulf) s’écrase à Vaulx.
Le pilote en est Raimund Rösner, un Allemand des Sudètes, né en 1919; sous-officier en 1941, il fait également partie du groupe de chasse JG 26 (section II). Son corps sera inhumé au Meldenfriedhof de Lille-Haubourdin puis vers 1948 à Lommel, dans le Limbourg.

## Patrimoine
- Eglise Saint-Pierre. Edifice de style néo-gothique[4], construite en 1866[5].
- Ancienne église de la Sainte-Vierge. Petit sanctuaire dont la nef romane date des Xe et XIe siècles et le chœur en 1739, l'église est transformée en habitation au XIXe siècle[6].